# Sint-Catharinakerk (Osnabrück)
De protestantse Sint-Catharinakerk (Duits: St. Katharinen) is een laatgotische hallenkerk in de Duitse stad Osnabrück. Met een hoogte van 103 meter is de toren van de kerk in de verre omtrek te zien  

## Geschiedenis
Vanaf 1300 werd ter vervanging van een kleine kerk uit de eerste helft van de 13e eeuw begonnen met de huidige Catharinakerk. De kerk werd na meerdere bouwonderbrekingen uiteindelijk omstreeks 1500 voltooid. Tijdens de invoering van de reformatie in  1543 werd het een protestants kerkgebouw. Het gebouw diende als kerk en ontmoetingsplaats voor het Zweedse gezantschap tijdens de vredesonderhandelingen na de beëindiging van de Dertigjarige Oorlog. De nabijheid van het sinds 1669 gebouwde slot, dat vanaf 1673 als residentie van de protestantse prins-bisschoppen diende, werd de aanleiding dat de Sint-Catharinakerk ook als hofkerk werd benut.    
Op palmzondag, 25 maart 1945, werd vlak voor het oorlogseinde de historische binnenstad van Osnabrück nogmaals het doel van Britse bombardementen. De nog staande gebouwen, waaronder eveneens de Catharinakerk, vielen ten prooi aan de vlammen. Na de oorlog volgde herstel en de kerk kon in 1950 weer in gebruik worden genomen. Begin jaren 1990 werd de kerk gerestaureerd. In het eenvoudige gotische gebouw vinden naast de gebruikelijke erediensten eveneens tentoonstellingen en concerten plaats. 

## Afbeeldingen

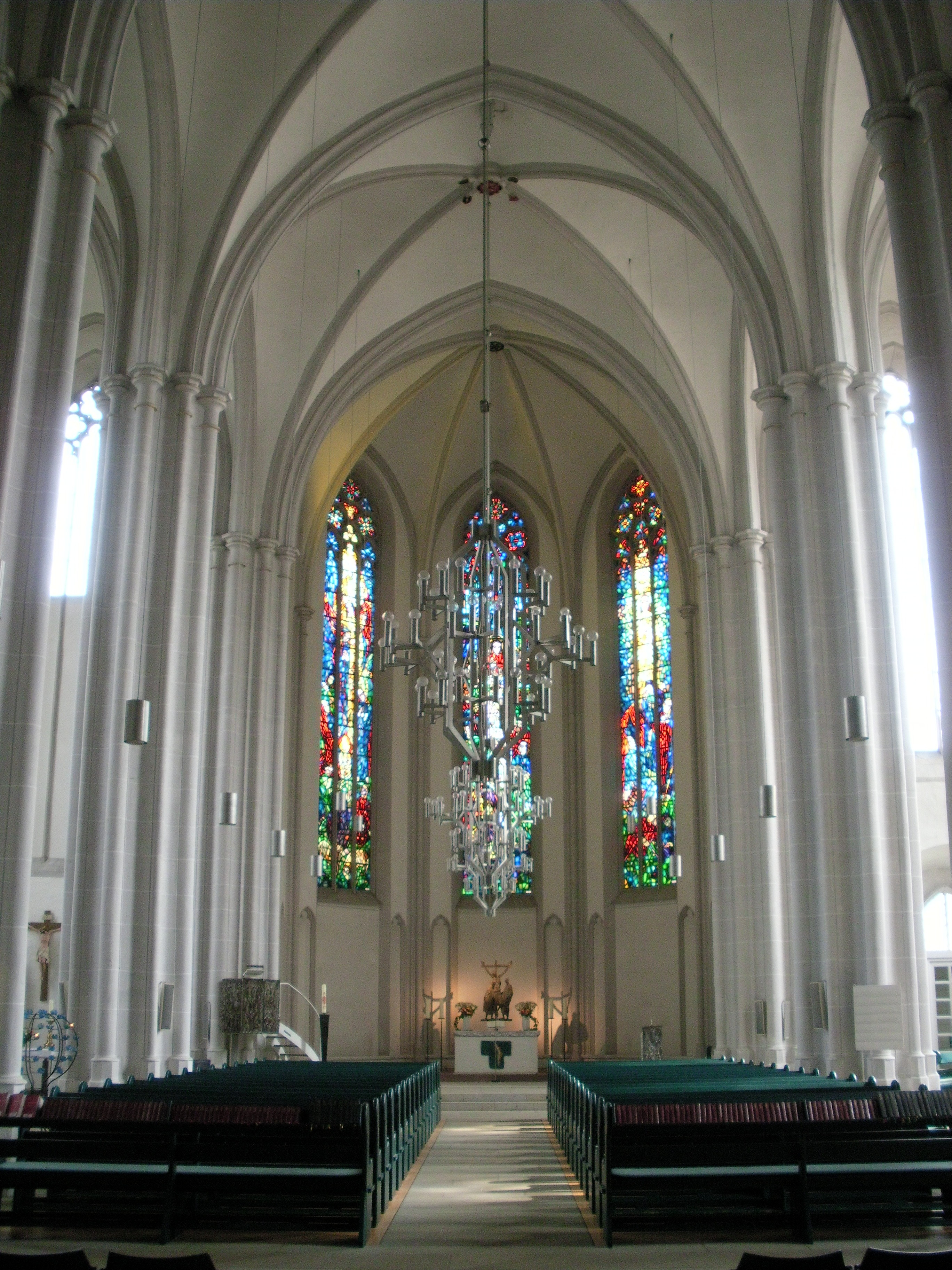
Interieur
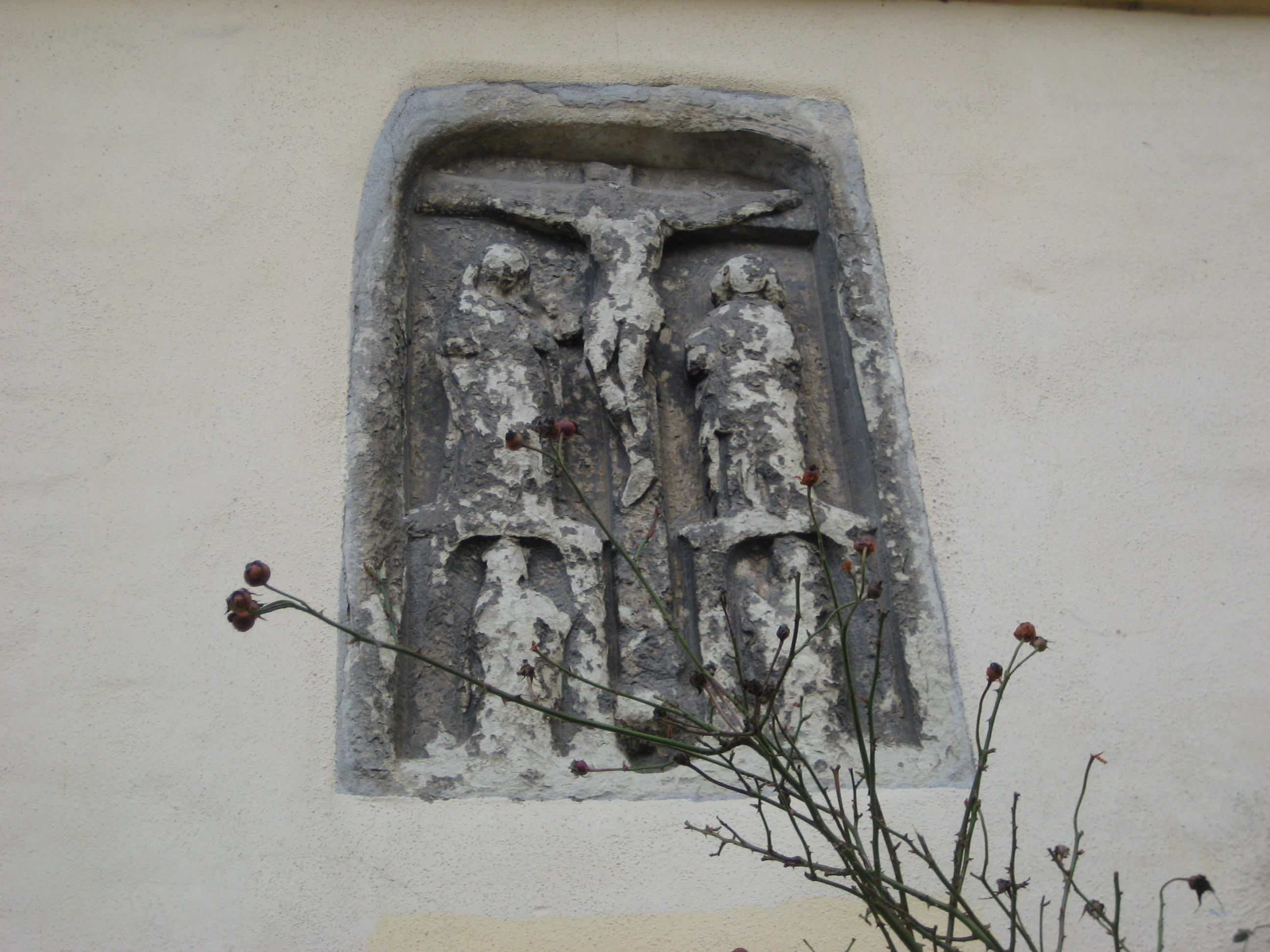
Reliëf aan het koor van de kerk